# Galíni (Évros)
Galíni (grec moderne : Γαλήνη) est une localité située dans le dème d'Orestiáda, dans le district régional d'Évros, dans la periphérie de Macédoine-Orientale-et-Thrace, en Grèce.
Selon le recensement de 2021, la localité ne compte aucun habitant.